# Zweden op de Olympische Zomerspelen 1908
Zweden nam deel aan de Olympische Zomerspelen 1908 in Londen, Engeland. Het was de derde deelname van de Zweden die alleen in 1904 afwezig waren.

## Resultaten per onderdeel

### Atletiek
Zweden was een van de slechts drie landen die meer dan één gouden atletiekmedaille wisten te winnen.

#### Hardlopen
| Onderdeel                               | Plaats        | Atleet                                               | Heats                    | Halve finale                     | Finale         |
| --------------------------------------- | ------------- | ---------------------------------------------------- | ------------------------ | -------------------------------- | -------------- |
| Mannen, 100 meter                       | Heats         | Knut Lindberg                                        | 11,2 seconden 2e, heat 8 | Uitgeschakeld                    | Uitgeschakeld  |
| Mannen, 100 meter                       | Heats         | Knut Stenborg                                        | 11,5 seconden 2e, heat 7 | Uitgeschakeld                    | Uitgeschakeld  |
| Mannen, 100 meter                       | Heats         | Karl Fryksdal                                        | Onbekend 3e, heat 12     | Uitgeschakeld                    | Uitgeschakeld  |
| Mannen 200 meter                        | Halvefinalist | Sven Låftman                                         | 23,8 seconden 1e, heat 6 | Niet gestart —, halve finale 2   | Uitgeschakeld  |
| Mannen 200 meter                        | Heats         | Knut Stenborg                                        | Onbekend 4e, heat 2      | Uitgeschakeld                    | Uitgeschakeld  |
| Mannen 200 meter                        | Heats         | Knut Lindberg                                        | Onbekend 4e, heat 11     | Uitgeschakeld                    | Uitgeschakeld  |
| Mannen, 400 meter                       | Heats         | Sven Låftman                                         | Onbekend 3e, heat 4      | Uitgeschakeld                    | Uitgeschakeld  |
| Mannen, 400 meter                       | Heats         | Arvid Ringstrand                                     | Onbekend 3e, heat 14     | Uitgeschakeld                    | Uitgeschakeld  |
| Mannen 800 meter                        | Halvefinalist | Kristian Hellström                                   | Niet gehouden            | Onbekend 2e, halve finale 8      | Uitgeschakeld  |
| Mannen 800 meter                        | Halvefinalist | Evert Björn                                          | Niet gehouden            | Onbekend 3e, halve finale 1      | Uitgeschakeld  |
| Mannen 800 meter                        | —             | Edward Dahl                                          | Niet gehouden            | Niet gefinisht —, halve finale 5 | Uitgeschakeld  |
| Mannen 800 meter                        | —             | Frank Danielson                                      | Niet gehouden            | Niet gefinisht —, halve finale 6 | Uitgeschakeld  |
| Mannen 1500 meter                       | Halvefinalist | Edward Dahl                                          | Niet gehouden            | Onbekend 2e, halve finale 8      | Uitgeschakeld  |
| Mannen 1500 meter                       | Halvefinalist | Axel Andersson                                       | Niet gehouden            | Onbekend 6e, halve finale 8      | Uitgeschakeld  |
| Mannen 1500 meter                       | Halvefinalist | Evert Björn                                          | Niet gehouden            | Niet gefinisht —, halve finale 3 | Uitgeschakeld  |
| Mannen 110 meter horden                 | —             | Oscar Lemming                                        | Niet gefinisht —, heat 6 | Uitgeschakeld                    | Uitgeschakeld  |
| Mannen Olympische estafette             | Halvefinalist | Sven Laftman Knut Lindberg Knut Stenborg Evert Björn | Niet gehouden            | Onbekend 2e, halve finale 1      | Uitgeschakeld  |
| Mannen 3 mijl team                      | Halvefinalist | Johan Svanberg                                       | Niet gehouden            | 14:57.0 6 punten, team=21        | Uitgeschakeld  |
| Mannen 3 mijl team                      | Halvefinalist | Georg Peterson                                       | Niet gehouden            | 15:14.4 7 punten, team=21        | Uitgeschakeld  |
| Mannen 3 mijl team                      | Halvefinalist | Edward Dahl                                          | Niet gehouden            | 15:21.0 8 punten, team=21        | Uitgeschakeld  |
| Mannen 3 mijl team                      | No plaats     | Axel Wiegandt                                        | Niet gehouden            | 15:33.0 Geen score, team=21      | Uitgeschakeld  |
| Mannen 3 mijl team                      | No plaats     | Seth Landqvist                                       | Niet gehouden            | 15:46.4 Geen score, team=21      | Uitgeschakeld  |
| Mannen 5 mijl                           | 3e            | Johan Svanberg                                       | Niet gehouden            | 25:46.2 1e, halve finale 1       | 25:37.2        |
| Mannen 5 mijl                           | 9e            | Seth Landqvist                                       | Niet gehouden            | 27:00.2 1e, halve finale 3       | Onbekend       |
| Mannen 5 mijl                           | Heats         | Georg Peterson                                       | Niet gehouden            | Onbekend 3e, halve finale 4      | Uitgeschakeld  |
| Mannen 5 mijl                           | —             | Edward Dahl                                          | Niet gehouden            | Niet gefinisht —, halve finale 2 | Uitgeschakeld  |
| Mannen marathon                         | 8e            | Johan Svanberg                                       | Niet gehouden            | Niet gehouden                    | 3:07:50.8      |
| Mannen marathon                         | 21e           | Gustaf Törnros                                       | Niet gehouden            | Niet gehouden                    | 3:30:20.8      |
| Mannen marathon                         | —             | Seth Landqvist                                       | Niet gehouden            | Niet gehouden                    | Niet gefinisht |
| Mannen marathon                         | —             | Johan Lindqvist                                      | Niet gehouden            | Niet gehouden                    | Niet gefinisht |
| Mannen marathon                         | —             | J. T. Bergvall                                       | Niet gehouden            | Niet gehouden                    | Niet gestart   |
| Mannen marathon                         | —             | J. G. A. Lundberg                                    | Niet gehouden            | Niet gehouden                    | Niet gestart   |
| Mannen marathon                         | —             | Georg Peterson                                       | Niet gehouden            | Niet gehouden                    | Niet gestart   |
| Mannen 3500 meter snelwandelen          | 7e            | Einar Rothman                                        | Niet gehouden            | 17:40.2 3e, halve finale 2       | 17:50.0        |
| Mannen 10 mijl snelwandelen (16,093 km) | —             | Einar Rothman                                        | Niet gehouden            | Niet gefinisht —, halve finale 2 | Uitgeschakeld  |

#### Sprongnummers
| Onderdeel                     | Plaats | Atleet             | Hoogte/ Afstand |
| ----------------------------- | ------ | ------------------ | --------------- |
| Mannen hoogspringen           | 8e     | Axel Hedenlund     | 1,80 meter      |
| Mannen hoogspringen           | 16e    | Folke Hellstedt    | 1,67 meter      |
| Mannen verspringen            | 10e    | Gunnar Rönström    | 6,66 meter      |
| Mannen verspringen            | 20e    | Carl Silfverstrand | 6,34 meter      |
| Mannen verspringen            | 21-32  | Arvid Ringstrand   | Onbekend        |
| Mannen verspringen            | 21-32  | Hugo Wieslander    | Onbekend        |
| Mannen hink-stap-springen     | 7e     | Karl Fryksdal      | 13,65 meter     |
| Mannen polsstokhoogspringen   | 3e     | Bruno Söderström   | 3,58 meter      |
| Mannen polsstokhoogspringen   | 10e    | Carl Silfverstrand | 3,20 meter      |
| Mannen hoogspringen uit stand | 14e    | Allan Bengtsson    | 1,40 meter      |
| Mannen hoogspringen uit stand | 14e    | Karl Fryksdahl     | 1,40 meter      |
| Mannen verspringen uit stand  | 5e     | Ragnar Ekberg      | 3,19 meter      |

#### Werpnummers
| Onderdeel                           | Plaats | Atleet            | Afstand     |
| ----------------------------------- | ------ | ----------------- | ----------- |
| Mannen kogelstoten                  | 9-25   | Hugo Wieslander   | Onbekend    |
| Mannen discuswerpen                 | 12-42  | Folke Fleetwood   | Onbekend    |
| Mannen discuswerpen                 | 12-42  | Eric Lemming      | Onbekend    |
| Mannen discuswerpen                 | 12-42  | Theodor Neijström | Onbekend    |
| Mannen discuswerpen                 | 12-42  | Otto Nilsson      | Onbekend    |
| Mannen discuswerpen                 | 12-42  | Hugo Wieslander   | Onbekend    |
| Mannen kogelslingeren               | 8e     | Eric Lemming      | 43,06 meter |
| Mannen kogelslingeren               | 10-19  | Carl Olsson       | Onbekend    |
| Mannen speerwerpen                  | 1e     | Eric Lemming      | 51,92 meter |
| Mannen speerwerpen                  | 3e     | Otto Nilsson      | 47,11 meter |
| Mannen speerwerpen                  | 8-16   | Hugo Wieslander   | Onbekend    |
| Mannen discuswerpen (Griekse stijl) | 11-23  | Folke Fleetwood   | Onbekend    |
| Mannen discuswerpen (Griekse stijl) | 11-23  | Eric Lemming      | Onbekend    |
| Mannen speerwerpen (vrije stijl)    | 1e     | Eric Lemming      | 54,44 meter |
| Mannen speerwerpen (vrije stijl)    | 5e     | Hugo Wieslander   | 47,56 meter |
| Mannen speerwerpen (vrije stijl)    | 10-33  | Knut Lindberg     | Onbekend    |
| Mannen speerwerpen (vrije stijl)    | 10-33  | Otto Nilsson      | Onbekend    |

### Kunstrijden
Bij de mannen wonnen de Zweden alle medailles. De enige Zweedse vrouw eindigde vierde.
| Onderdeel           | Plaats | Schaatser         | Score |
| ------------------- | ------ | ----------------- | ----- |
| Mannen individueel  | 1e     | Ulrich Salchow    | 377.3 |
| Mannen individueel  | 2e     | Richard Johansson | 365.2 |
| Mannen individueel  | 3e     | Per Thorén        | 357.4 |
| Vrouwen individueel | 4e     | Elna Montgomery   | 170.3 |

### Schermen
| Onderdeel    | Plaats        | Schermer         | Eerste ronde  | Tweede ronde  | Halve finale  | Finale        |
| ------------ | ------------- | ---------------- | ------------- | ------------- | ------------- | ------------- |
| Mannen degen | Halvefinalist | Gustaf Lindblom  | 5-3 (2e in I) | 3-1 (1e in 5) | 4-5 (6e in 2) | Uitgeschakeld |
| Mannen degen | Eerste ronde  | Eric Carlberg    | 3-3 (4e in A) | Uitgeschakeld | Uitgeschakeld | Uitgeschakeld |
| Mannen degen | Eerste ronde  | Henri Peyron     | 3-3 (4e in F) | Uitgeschakeld | Uitgeschakeld | Uitgeschakeld |
| Mannen degen | Eerste ronde  | Pontus von Rosen | 3-4 (5e in A) | Uitgeschakeld | Uitgeschakeld | Uitgeschakeld |
| Mannen degen | Eerste ronde  | Georg Branting   | 0-4 (5e in K) | Uitgeschakeld | Uitgeschakeld | Uitgeschakeld |
| Mannen degen | Eerste ronde  | Gösta Olson      | 1-5 (6e in L) | Uitgeschakeld | Uitgeschakeld | Uitgeschakeld |

| Onderdeel         | Plaats | Schermers                                                   | Inspeel wedstrijd | Eerste ronde                          | Halve finales | Finale        | Repechage      | Zilver medaille wedstrijd |
| ----------------- | ------ | ----------------------------------------------------------- | ----------------- | ------------------------------------- | ------------- | ------------- | -------------- | ------------------------- |
| Mannen team degen | 6e     | Eric Carlberg Gustaf Lindblom Henri Peyron Pontus von Rosen | bye               | Verloor van België 11-6 Uit 6e plaats | Uitgeschakeld | Uitgeschakeld | Niet geplaatst | Niet geplaatst            |

### Schieten
| Onderdeel                               | Plaats | Schutter                                                                                                  | Score          |
| --------------------------------------- | ------ | --- | -------------- |
| Mannen, 1000 yard, vrij geweer          | 34e    | Ossian Jörgensen                                                                                          | 77             |
| Mannen, 1000 yard, vrij geweer          | 43e    | Erik Ohlsson                                                                                              | 54             |
| Mannen, 1000 yard, vrij geweer          | 44e    | Fredrik Mossberg                                                                                          | 48             |
| Mannen, 1000 yard, vrij geweer          | 46e    | Ernst Rosell                                                                                              | 27             |
| Mannen, 300 meter, vrij geweer          | 4e     | Gustav-Adolf Sjöberg                                                                                      | 874            |
| Mannen, 300 meter, vrij geweer          | 5e     | Janne Gustafsson                                                                                          | 872            |
| Mannen, 300 meter, vrij geweer          | 7e     | Axel Jansson                                                                                              | 843            |
| Mannen, 300 meter, vrij geweer          | 12e    | Per-Olof Arvidsson                                                                                        | 823            |
| Mannen, 300 meter, vrij geweer          | 15e    | Gustaf Adolf Jonsson                                                                                      | 812            |
| Mannen, 300 meter, vrij geweer          | 23e    | Fredrik Mossberg                                                                                          | 761            |
| Mannen, 300 meter, vrij geweer          | 28e    | Erik Ohlsson                                                                                              | 751            |
| Mannen, 300 meter, vrij geweer          | 50e    | Ossian Jörgensen                                                                                          | 420            |
| Mannen team vrij geweer                 | 2e     | Gustaf Adolf Jonsson Per-Olof Arvidsson Axel Jansson Gustav-Adolf Sjöberg Claës Rundberg Janne Gustafsson | 4711           |
| Mannen, team, militair geweer           | 5e     | Claës Rundberg Ossian Jörgensen Janne Gustafsson Per-Olof Arvidsson Axel Jansson Gustaf Adolf Jonsson     | 2213           |
| Mannen, klein geweer, vast doel         | 10e    | Vilhelm Carlberg                                                                                          | 370            |
| Mannen, klein geweer, vast doel         | 18e    | Johann Hübner von Holst                                                                                   | 349            |
| Mannen, klein geweer, bewegend doel     | 8e     | Otto von Rosen                                                                                            | 18             |
| Mannen, klein geweer, bewegend doel     | 15e    | Eric Carlberg                                                                                             | 9              |
| Mannen, klein geweer, bewegend doel     | 15e    | Vilhelm Carlberg                                                                                          | 9              |
| Mannen, klein geweer, bewegend doel     | 15e    | Johann Hübner von Holst                                                                                   | 9              |
| Mannen, klein geweer, bewegend doel     | —      | Frans-Albert Schartau                                                                                     | Niet gefinisht |
| Mannen, klein geweer, verdwijnend doel  | 7e     | Vilhelm Carlberg                                                                                          | 45             |
| Mannen, klein geweer, verdwijnend doel  | 9e     | Eric Carlberg                                                                                             | 42             |
| Mannen, klein geweer, verdwijnend doel  | 9e     | Otto von Rosen                                                                                            | 42             |
| Mannen, klein geweer, verdwijnend doel  | 9e     | Frans-Albert Schartau                                                                                     | 42             |
| Mannen, klein geweer, verdwijnend doel  | 15e    | Johann Hübner von Holst                                                                                   | 39             |
| Mannen, klein geweer, team              | 2e     | Vilhelm Carlberg Frans-Albert Schartau Johann Hübner von Holst Eric Carlberg                              | 737            |
| Mannen, rennend hert, enkel schot       | 1e     | Oscar Swahn                                                                                               | 25             |
| Mannen, rennend hert, enkel schot       | 11e    | Ernst Rosell                                                                                              | 17             |
| Mannen, rennend hert, dubbel schot      | 3e     | Oscar Swahn                                                                                               | 38             |
| Mannen, rennend hert, dubbel schot      | 8e     | Ernst Rosell                                                                                              | 27             |
| Mannen team, rennend hert, dubbel schot | 1e     | Alfred Swahn Arvid Knöppel Oscar Swahn Ernst Rosell                                                       | 86             |
| Mannen, pistool, individueel            | 18e    | Frans-Albert Schartau                                                                                     | 436            |
| Mannen, pistool, individueel            | 20e    | Vilhelm Carlberg                                                                                          | 432            |
| Mannen, pistool, individueel            | 27e    | Johann Hübner von Holst                                                                                   | 408            |
| Mannen, pistool, individueel            | 33e    | Eric Carlberg                                                                                             | 396            |
| Mannen, pistool, individueel            | 35e    | Otto von Rosen                                                                                            | 386            |
| Mannen, pistool, team                   | 5e     | Vilhelm Carlberg Eric Carlberg Johann Hübner von Holst Frans-Albert Schartau                              | 1732           |
| Mannen, individueel, trap schieten      | 25e    | Alfred Swahn                                                                                              | 22             |
| Mannen, individueel, trap schieten      | 27e    | Edward Benedicks                                                                                          | 19             |

### Schoonspringen
Zweden domineerde het platformspringen in 1908 en eindigden op de eerste vier plaatsen.
| Onderdeel                | Plaats | Springer          | Voorronde                | Halve finales                   | Finale        |
| ------------------------ | ------ | ----------------- | ------------------------ | ------------------------------- | ------------- |
| Mannen 10 meter platform | 1e     | Hjalmar Johansson | 78,40 punten 1e, group 2 | 80,75 punten 1e, halve finale 2 | 83,75 punten  |
| Mannen 10 meter platform | 2e     | Karl Malmström    | 73,95 punten 2e, group 2 | 67,00 punten 2e, halve finale 1 | 78,73 punten  |
| Mannen 10 meter platform | 3e     | Arvid Spanberg    | 79,20 punten 1e, group 4 | 72,30 punten 1e, halve finale 1 | 74,00 punten  |
| Mannen 10 meter platform | 4e     | Robert Andersson  | 73,55 punten 1e, group 5 | 66,75 punten 2e, halve finale 2 | 68,30 punten  |
| Mannen 10 meter platform | 8e     | Hilmer Löfberg    | 68,90 punten 1e, group 3 | 59,18 punten 4e, halve finale 1 | Uitgeschakeld |
| Mannen 10 meter platform | 9e     | Harald Arbin      | 76,80 punten 2e, group 4 | 52,81 punten 5e, halve finale 1 | Uitgeschakeld |
| Mannen 10 meter platform | 11e    | Erik Adlerz       | 74,10 punten 3e, group 1 | Uitgeschakeld                   | Uitgeschakeld |
| Mannen 10 meter platform | 15e    | Gunnar Vingqvist  | 65,70 punten 4e, group 4 | Uitgeschakeld                   | Uitgeschakeld |
| Mannen 10 meter platform | 17e    | Sigfrid Larsson   | 64,80 punten 3e, group 3 | Uitgeschakeld                   | Uitgeschakeld |
| Mannen 10 meter platform | 20e    | Axel Runström     | 57,60 punten 4e, group 5 | Uitgeschakeld                   | Uitgeschakeld |
| Mannen 3 meter plank     | 14e    | Karl Malmström    | 70,30 punten 4e, group 3 | Uitgeschakeld                   | Uitgeschakeld |
| Mannen 3 meter plank     | 20e    | Sigfrid Larsson   | 64,50 punten 5e, group 4 | Uitgeschakeld                   | Uitgeschakeld |

### Tennis
Zweden was naast het Verenigd Koninkrijk de enige deelnemer aan de indooronderdelen waar ze twee bronzen medailles haalden.
| Onderdeel                | Plaats | Naam                              | Laatste 16       | Kwart- finale       | Halve finales              | Finale        |
| ------------------------ | ------ | --------------------------------- | ---------------- | ------------------- | -------------------------- | ------------- |
| Mannen indoor enkelspel  | 5e     | Wollmar Boström                   | bye              | Verloor van Eaves   | Uitgeschakeld              | Uitgeschakeld |
| Mannen indoor enkelspel  | 5e     | Gunnar Setterwall                 | Versloeg Escombe | Verloor van Caridia | Uitgeschakeld              | Uitgeschakeld |
| Vrouwen indoor enkelspel | 3e     | Märtha Adlerstråhle               | Niet gehouden    | bye                 | Verloor van Greene         | Uitgeschakeld |
| Vrouwen indoor enkelspel | 4e     | Elsa Wallenberg                   | Niet gehouden    | Versloeg Coles      | Verloor van Eastlake Smith | Uitgeschakeld |
| Mannen indoor dubbelspel | 3e     | Wollmar Boström Gunnar Setterwall | Niet gehouden    | bye                 | Verloor van Caridia/Simond | Uitgeschakeld |

| Land tegenstander     | Gewonnen | Verloren | Percentage |
| --------------------- | -------- | -------- | ---------- |
| Verenigd Koninkrijk   | 3        | 5        | .375       |
|                       |          |          |            |
| Totaal internationaal | 3        | 5        | .375       |
| Zweden                | 1        | 1        | .500       |
| Totaal                | 4        | 6        | .400       |

### Touwtrekken
Zweden verloor hun eerste wedstrijd; een halve finalewedstrijd. Ze kwamen niet opdagen in de wedstrijd om de derde plaats waardoor ze op de vierde plaats eindigden.
| Onderdeel   | Plaats | Atleten | Kwartfinale | Halve finale                                          | Finale        |
| ----------- | ------ | --- | ----------- | ----------------------------------------------------- | ------------- |
| Touwtrekken | 4e     | Albrekt Almqwist, Frans Fast, Carl-Emil Johansson, Emil Johansson, Knut Johansson, Karl Krook, Karl-Gustaf Nilsson, Anders Wollgarth | bye         | Verloor van Verenigd Koninkrijk Politie van Liverpool | Uitgeschakeld |

### Turnen
| Onderdeel   | Plaats | Turner | Score |
| ----------- | ------ | --- | ----- |
| Mannen team | 1e     | Gösta Åsbrink, Carl Bertilsson, Andreas Cervin, Hjalmar Cedercrona, Rudolf Degermark, Carl Folcker, Sven Forssman, Erik Granfelt, Carl Hårleman, Nils Hellsten, Gunnar Höjer, Arvid Holmberg, Carl Holmberg, Oswald Holmberg, Hugo Jahnke, John Jarlén, Gustaf Johnsson, Rolf Johnsson, Nils von Kantzow, Sven Landberg, Olle Lanner, Axel Ljung, Osvald Moberg, Carl Martin Norberg, Erik Norberg, Tor Norberg, Axel Norling, Daniel Norling, Gösta Olson, Leonard Peterson, Sven Rosén, Gustaf Rosenquist, Axel Sjöblom, Birger Sörvik, Haakon Sörvik, Karl Johan Svensson, Karl-Gustaf Vingqvist, Nils Widforss | 438   |

### Voetbal
Namens Zweden nam het nationale Zweedse voetbalelftal mee.
| Onderdeel      | Plaats | Spelers | Eerste ronde                         | Halve finale  | Finale        | Brons wedstrijd           |
| -------------- | ------ | --- | ------------------------------------ | ------------- | ------------- | ------------------------- |
| Mannen voetbal | 4e     | Sune Almkvist, Nils Andersson, Karl Ansén, Oskar Bengtsson, Gustav Bergström, Arvid Fagrell, Åke Fjästad, Karl Gustafsson, Valter Lidén, Hans Lindman , Teodor Malm, Sven Ohlsson, Olle Olsson, Sven Olsson | Verloor van Verenigd Koninkrijk 12-1 | Uitgeschakeld | Uitgeschakeld | Verloor van Nederland 2-0 |

### Waterpolo
| Onderdeel        | Plaats | Waterpoloërs | Kwartfinale | Halve finale           | Finale        |
| ---------------- | ------ | --- | ----------- | ---------------------- | ------------- |
| Mannen waterpolo | 3e     | Robert Andersson, Erik Bergvall, Pontus Hanson, Harald Julin, Torsten Kumfeldt, Axel Runström, Gunnar Wennerström | bye         | Verloor van België 8-4 | Uitgeschakeld |

### Wielersport
| Onderdeel            | Plaats        | Wielrenner        | Heats               | Halve finale                 | Finale         |
| -------------------- | ------------- | ----------------- | ------------------- | ---------------------------- | -------------- |
| Mannen 660 yards     | Heats         | Andrew Hansen     | Onbekend 3e, heat 6 | Uitgeschakeld                | Uitgeschakeld  |
| Mannen 20 kilometer  | 5-9           | Andrew Hansen     | Niet gehouden       | 34:53.6 1e, halve finale 5   | Onbekend       |
| Mannen 20 kilometer  | Halvefinalist | Gustaf Westerberg | Niet gehouden       | 33:41.4 3e, halve finale 6   | Uitgeschakeld  |
| Mannen 100 kilometer | 9-17          | Andrew Hansen     | Niet gehouden       | 2:50:21.4 1e, halve finale 1 | Niet gefinisht |
| Mannen 100 kilometer | 9-17          | Gustaf Westerberg | Niet gehouden       | Onbekend 3e, halve finale 2  | Niet gefinisht |
| Mannen sprint        | Heats         | Andrew Hansen     | Onbekend 2e, heat 3 | Uitgeschakeld                | Uitgeschakeld  |

### Worstelen
| Onderdeel                        | Plaats | Worstelaar          | Laatste 32            | Laatste 16         | Kwart- finale         | Halve finales      | Finale                 |
| -------------------------------- | ------ | ------------------- | --------------------- | ------------------ | --------------------- | ------------------ | ---------------------- |
| Grieks-Romeins lichtgewicht      | 4e     | Gunnar Persson      | bye                   | Versloeg Blount    | Versloeg Maróthy      | Verloor van Porro  | Verloor van Lindén     |
| Grieks-Romeins lichtgewicht      | 5e     | Gustaf Malmström    | Versloeg McKenzie     | Versloeg Bruseker  | Verloor van Porro     | Uitgeschakeld      | Uitgeschakeld          |
| Grieks-Romeins lichtgewicht      | 9e     | Carl Erik Lund      | bye                   | Verloor van Orlov  | Uitgeschakeld         | Uitgeschakeld      | Uitgeschakeld          |
| Grieks-Romeins middengewicht     | 1e     | Frithiof Mårtensson | Versloeg Bechynê      | Versloeg Bradshaw  | Versloeg Larsson      | Versloeg Andersen  | Versloeg Andersson     |
| Grieks-Romeins middengewicht     | 2e     | Mauritz Andersson   | Versloeg S. Bacon     | Versloeg Beck      | Versloeg Eriksen      | Versloeg Jósepsson | Verloor van Mårtensson |
| Grieks-Romeins middengewicht     | 5e     | Axel Frank          | bye                   | Versloeg Demin     | Verloor van Jósepsson | Uitgeschakeld      | Uitgeschakeld          |
| Grieks-Romeins middengewicht     | 17e    | Harry Challstorp    | Verloor van Beck      | Uitgeschakeld      | Uitgeschakeld         | Uitgeschakeld      | Uitgeschakeld          |
| Grieks-Romeins half zwaargewicht | 5e     | Fritz Larsson       | Versloeg Christiansen | Versloeg Wijbrands | Verloor van Weckman   | Uitgeschakeld      | Uitgeschakeld          |

| Onderdeel                 | Plaats | Worstelaar       | Laatste 16            | Kwart- finale   | Halve finales         | Finale           |
| ------------------------- | ------ | ---------------- | --------------------- | --------------- | --------------------- | ---------------- |
| Vrije stijl middengewicht | 4e     | Carl Andersson   | bye                   | Versloeg Craige | Verloor van Relwyskow | Verloor van Beck |
| Vrije stijl middengewicht | 9e     | Harry Challstorp | Verloor van Relwyskow | Uitgeschakeld   | Uitgeschakeld         | Uitgeschakeld    |

| Land tegenstander     | Gewonnen | Verloren | Percentage |
| --------------------- | -------- | -------- | ---------- |
| Bohemen               | 1        | 0        | 1.000      |
| Denemarken            | 5        | 1        | .833       |
| Finland               | 0        | 2        | .000       |
| Verenigd Koninkrijk   | 5        | 4        | .556       |
| Hongarije             | 1        | 0        | 1.000      |
| Italië                | 0        | 2        | .000       |
| Nederland             | 2        | 0        | 1.000      |
| Rusland               | 1        | 1        | .500       |
| Verenigde Staten      | 1        | 0        | 1.000      |
|                       |          |          |            |
| Totaal internationaal | 16       | 10       | .615       |
| Zweden                | 1        | 1        | .500       |
| Totaal                | 17       | 11       | .607       |

### Zeilen
| Klasse         | Plaats | Boot  | Zeilers                                                                         |
| -------------- | ------ | ----- | ------------------------------------------------------------------------------- |
| 6 meter klasse | 5e     | Freja | Karl-Einar Sjögren, Birger Gustafsson, Jonas Jonsson                            |
| 8 meter klasse | 2e     | Vinga | Carl Hellström, Edmund Thormählen, Erik Wallerius, Erik Sandberg, Harald Wallin |
| 8 meter klasse | 5e     | Saga  | John Carlsson, Edvin Hagberg, Hjalmar Lönnroth, Karl Ljungberg, augustus Olsson |

### Zwemmen
| Onderdeel                                | Plaats        | Zwemmer                                                        | Heats                | Halve finale                | Finale        |
| ---------------------------------------- | ------------- | -------------------------------------------------------------- | -------------------- | --------------------------- | ------------- |
| Mannen 100 meter vrije stijl             | 3e            | Harald Julin                                                   | 1:12.0 1e, heat 4    | 1:10.2 2e, halve finale 1   | 1:08.0        |
| Mannen 100 meter vrije stijl             | Heats         | Robert Andersson                                               | Onbekend 3-5, heat 3 | Uitgeschakeld               | Uitgeschakeld |
| Mannen 400 meter vrije stijl             | Heats         | Robert Andersson                                               | 6:28.0 2e, heat 2    | Uitgeschakeld               | Uitgeschakeld |
| Mannen 400 meter vrije stijl             | Heats         | Vilhelm Andersson                                              | Onbekend 4e, heat 1  | Uitgeschakeld               | Uitgeschakeld |
| Mannen 1500 meter vrije stijl            | Heats         | Gunnar Wennerström                                             | 27:15.4 2e, heat 1   | Uitgeschakeld               | Uitgeschakeld |
| Mannen 1500 meter vrije stijl            | Heats         | Gustaf Wretman                                                 | 28:40.8 3e, heat 6   | Uitgeschakeld               | Uitgeschakeld |
| Mannen 1500 meter vrije stijl            | Heats         | Vilhelm Andersson                                              | 27:34.4 4e, heat 2   | Uitgeschakeld               | Uitgeschakeld |
| Mannen 100 meter rugslag                 | Heats         | Gustaf Wretman                                                 | Onbekend 3e, heat 6  | Uitgeschakeld               | Uitgeschakeld |
| Mannen 200 meter schoolslag              | 3e            | Pontus Hanson                                                  | 3:15.0 2e, heat 4    | 3:13.0 2e, halve finale 2   | 3:14.6        |
| Mannen 200 meter schoolslag              | Halvefinalist | Wilhelm Persson                                                | 3:17.6 1e, heat 2    | Onbekend 3e, halve finale 2 | Uitgeschakeld |
| Mannen 200 meter schoolslag              | Heats         | Hjalmar Johansson                                              | 3:21.2 2e, heat 3    | Uitgeschakeld               | Uitgeschakeld |
| Mannen 200 meter schoolslag              | Heats         | Per Fjästad                                                    | 3:31.4 2e, heat 5    | Uitgeschakeld               | Uitgeschakeld |
| Mannen 200 meter schoolslag              | Heats         | Torsten Kumfeldt                                               | 3:24.6 2e, heat 6    | Uitgeschakeld               | Uitgeschakeld |
| Mannen 200 meter schoolslag              | Heats         | Max Gumpel                                                     | Onbekend 3e, heat 1  | Uitgeschakeld               | Uitgeschakeld |
| Mannen 200 meter schoolslag              | Heats         | Adolf Andersson                                                | Onbekend 3e, heat 7  | Uitgeschakeld               | Uitgeschakeld |
| Mannen 4x200 meter vrije stijl estafette | Halvefinalist | Gustaf Wretman Gunnar Wennerström Harald Julin Adolf Andersson | Niet gehouden        | Onbekend 3e, halve finale 2 | Uitgeschakeld |

Argentinië · Australazië · België · Bohemen · Canada · Denemarken · Duitsland · Finland · Frankrijk · Griekenland · Groot-Brittannië · Hongarije · Italië · Nederland · Noorwegen · Oostenrijk · Rusland · Turkije · Verenigde Staten · Zuid-Afrika · Zweden · Zwitserland